# Bujkovac
Bujkovac (cyr. Бујковац) – wieś w Serbii, w okręgu pczyńskim, w mieście Vranje. W 2011 roku liczyła 784 mieszkańców.